# 桑田镇
桑田镇，是中华人民共和国江西省抚州市南丰县下辖的一个乡镇级行政单位。

## 行政区划
桑田镇下辖以下地区：
肖坊村、古城村、竹山下村、根竹村、荷田岗村、桑田村、新圩上村、曾家丰村、樟坑村、水口村和西源村。